# Colegio de Brera
El colegio de Brera (formalmente, colegio de Santa María de Brera) fue una institución educativa regida por la Compañía de Jesús en Milán.

## Historia
El origen de la institución se encuentra en la supresión de la conocida como orden de los Umiliati por Pío V mediante bula de fecha 7 de abril de 1571. Ciertos bienes de esta orden, incluyendo la iglesia de Santa Maria in Brera fueron dados a los jesuitas (que ya contaban con una casa profesa en la ciudad). Estos decidieron fundar un colegio que sirviera como gran centro educativo de la orden en la ciudad. El edificio fue encargado a Martino Bassi que comenzó las obras en 1591.
Entre 1619 y 1651 el colegio fue restructurado por Francesco Maria Ricchini.
En sus casi dos siglos de historia se convirtió en el colegio de la élite de la ciudad.
El colegio cerró sus puertas en 1773, tras la supresión de la Compañía de Jesús. Sus locales fueron destinados a servir de biblioteca pública y lugar de reunión de la Academia de Bellas Artes fundada en 1776 que acabaría conociéndose como Academia de Brera.

## Descripción

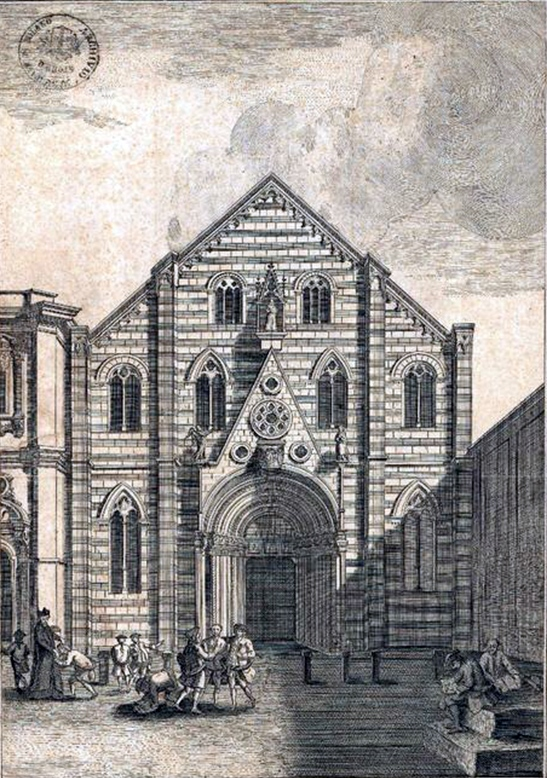
Vista de la fachada de la iglesia que sirvió como templo del colegio

El templo del colegio se encontraba en la hoy conocida como piazzetta di Brera. El templo se disponía en un eje aproximado este-oeste, situándose al este su cabecera. El templo era de estilo gótico lombardo y había sido construido antes del siglo XIV. En 1346 se encargó a Giovanni di Balduccio la realización de una nueva fachada en estilo gótico lombardo.
Al norte del templo se disponía el edificio del colegio propiamente dicho, en estilo barroco. Contaba con un patio principal porticado con arcos de medio punto sostenidos por columnas pareadas. De acuerdo con B. Bianco este patio sirvió como ejemplo para el del colegio de la Compañía en Génova.
Al este de este patio y de la cabecera del templo se encontraban más edificios del colegio, que incluían en su esquina noreste un célebre observatorio astronómico.